# Efavirenz/emtricitabina/tenofovir
Efavirenz/emtricitabina/tenofovir, vendido con el nombre comercial Atripla entre otros, es un medicamento utilizado para tratar el VIH/SIDA. Es una combinación en dosis fija de efavirenz, emtricitabina y tenofovir disoproxil. Se puede usar solo o junto con otros medicamentos antirretrovirales.  Se administra por vía oral una vez al día.
Los efectos secundarios comunes incluyen dolor de cabeza, dificultad para dormir, somnolencia e inestabilidad. Los efectos secundarios graves pueden incluir niveles altos de lactato en la sangre, síntomas psiquiátricos y agrandamiento del hígado.  No debe utilizarse en niños. Si se usa durante el primer trimestre del embarazo, se pueden producir daños al bebé.
Efavirenz/emtricitabina/tenofovir fue aprobado para uso médico en los Estados Unidos en 2006. Está en la Lista de medicamentos esenciales de la Organización Mundial de la Salud, los medicamentos más efectivos y seguros que se necesitan en un sistema de salud. El costo mayorista en el mundo en desarrollo es de aproximadamente US$10,71 a 14,19 por mes para el año 2014. El costo mayorista en los Estados Unidos es de aproximadamente US$2.308,20 al mes para el año 2016, mientras que en el Reino Unido le cuesta a la NHS £532,87 por mes para el año 2015.

## Usos médicos
La combinación de los tres medicamentos en una sola píldora una vez al día reduce la carga de píldoras y simplifica los horarios de dosificación, y por lo tanto tiene el potencial de aumentar la adherencia a la terapia antirretroviral.

## Contraindicaciones
Las personas que han demostrado una fuerte hipersensibilidad al efavirenz, un componente de Atripla, no deben tomar Atripla. Los fármacos que están contraindicados en la ingesta de Atripla son: voriconazol, fármacos derivados de ergot, benzodiacepinas como midazolam y triazolam, bloqueadores de los canales de calcio bepridil, cisaprida, pimozida y hierba de San Juan (Hypericum perforatum). La lactancia materna también está contraindicada.

## Efectos secundarios
Los efectos secundarios comunes de Atripla son cansancio, mareos, trastornos gastrointestinales y decoloración de la piel. Los efectos secundarios más graves son las alucinaciones, el insomnio y depresión.
La dosis recomendada de Atripla es 1 tableta antes de o al acostarse. Los efectos secundarios pueden reducirse si Atripla se toma con el estómago vacío.  Las personas con problemas renales o hepáticos pueden tomar 1 comprimido por vía oral una vez al día.  Sin embargo, las personas cuyos niveles de CrCl son inferiores a 50 ml/min no deben seguir esta dosis. En su lugar, a los pacientes se les debe recetar los componentes farmacológicos de las combinaciones en dosis fijas mientras se ajustan las dosis de TDF y FTC de acuerdo con los niveles de CrCl del paciente.

## Interacciones
Los medicamentos que no deben tomarse con Atripla son Vascor (bepridil), Versed (midazolam), Orap (pimozide), Halcion (triazolam) o derivados de ergot (por ejemplo, Wigraine y Cafergot). Hable con su médico sobre cualquier otro medicamento contra VIH o hepatitis que esté tomando para evitar complicaciones.  Además, se sabe que la hierba de San Juan reduce la efectividad de Atripla, lo que resulta en un aumento de la carga viral y una posible resistencia a Atripla.

## Mecanismo de acción
Efavirenz es un inhibidor no nucleosídico de la transcriptasa reversa (INNTR) del VIH-1. Emtricitabina es un inhibidor de la transcriptasa inversa análogo de los nucleósidos (ITIN) del VIH-1. Tenofovir es un inhibidor de la transcriptasa inversa nucleotídica del VIH-1, y puede clasificarse como un NtRTI. Estos tres medicamentos funcionan en combinación para atacar la proteína transcriptasa inversa del VIH de tres maneras, lo que reduce la capacidad del virus para mutar.
En estudios de combinación, se observaron efectos antivirales sinérgicos entre emtricitabina y efavirenz, efavirenz y tenofovir, y emtricitabina y tenofovir.

## Historia
Atripla fue aprobada como una tableta diaria para tratar el VIH en 2006.  La principal ventaja del nuevo medicamento Atripla fue que se podía tomar una vez al día y reduce el estrés general en un régimen antirretroviral. Actualmente no hay una versión genérica de Atripla disponible en los Estados Unidos.  Un régimen equivalente de dos pastillas está disponible en los países en desarrollo a un precio de alrededor de US$1,00 por día, ya que Gilead Sciences ha otorgado las patentes que cubren emtricitabina/tenofovir a Medicines Patent Pool y Merck and Co puso a disposición efavirenz en países en desarrollo a un precio reducido.

## Sociedad y cultura
Es el primer medicamento antirretroviral de varias clases disponible en los Estados Unidos y representa la primera colaboración entre dos compañías farmacéuticas de los Estados Unidos para combinar sus medicamentos patentados contra el VIH en un solo producto.
En América del Norte y Europa, Atripla se comercializa conjuntamente por Gilead Sciences y Bristol-Myers Squibb, pero en gran parte del mundo en desarrollo, Merck & Co. se encarga de la comercialización y distribución.

### Costo
El costo mayorista en el mundo en desarrollo es de aproximadamente US$10,71 a 14,19 por mes para el año 2014.

### Apariencia
Atripla es una tableta recubierta con una película de color rosa con un "123" impreso en un lado. 